# Región metropolitana del Bajío
La Región metropolitana del Bajío, es una megalópolis policéntrica formada por las condiciones geográficas, culturales y por la cercanía de las ciudades de los diferentes estados que componen el Bajío mexicano y que forma parte de la región Centronorte de México.

## Estados
El bajío mexicano lo conforman los estados de:
- Aguascalientes
- Guanajuato
- Jalisco (Región Oriental)
- Michoacán (Región Norte)
- Querétaro
- San Luis Potosí (Región Occidental)
- Zacatecas (Región Sur)

## Población
| Estados                | Zona Metropolitana / Ciudad                   | Población  |
| ---------------------- | --------------------------------------------- | ---------- |
| Jalisco                | Zona Metropolitana de Guadalajara             | 5 124 771  |
| Guanajuato             | Zona Metropolitana de León                    | 1 924 771  |
| Querétaro              | Zona Metropolitana de Querétaro               | 1 594 212  |
| San Luis Potosí        | Zona Metropolitana de San Luis                | 1 243 980  |
| Aguascalientes         | Zona Metropolitana de Aguascalientes          | 1 140 916  |
| Michoacán              | Zona metropolitana de Morelia                 | 988 708    |
| Guanajuato             | Zona Metropolitana de Irapuato-Salamanca      | 900 000    |
| Guanajuato             | Zona Metropolitana de Celaya                  | 767 104    |
| Querétaro              | Zona Metropolitana de San Juan del Río        | 370 005    |
| Michoacán              | Zona Metropolitana de Zamora-Jacona           | 273 641    |
| Guanajuato y Michoacán | Zona Metropolitana de Pénjamo-La Piedad       | 261 450    |
| Guanajuato             | Ciudad de Guanajuato                          | 194 500    |
| Guanajuato             | Zona Metropolitana Moroleón-Uriangato-Yuriria | 177 496    |
| Guanajuato             | San Miguel de Allende                         | 174 615    |
| Jalisco                | Lagos de Moreno                               | 172 403    |
| Jalisco                | Tepatitlán de Morelos                         | 150 190    |
| Michoacán              | Zona Metropolitana de Sahuayo                 | 114 635    |
| Jalisco                | Arandas                                       | 80 609     |
|                        | Total                                         | 10 743 948 |

## Industrialización
Recientemente se está viviendo una reactivación de la economía a gran escala en toda la región del bajío mexicano. Los grandes partícipes de esta transformación son los sectores agroindustrial, metal-mecánica, industria química, cuero-calzado, manufacturero, servicios, educativo, financiero, de la salud y automotor.
Varias empresas del sector automotor están viendo interés en esta zona, tales son los casos del Estado de Guanajuato dónde se encuentran armadoras de autos General Motors en Silao, Honda y Toyota en Celaya y Mazda en Salamanca; en esta última también existe una línea de producción de Toyota, Plantas de Motores (Volkswagen Silao, Ford Irapuato y Honda Celaya) y una armadora de autobuses (Hino Motors Silao), lo que hará que 5 de 8 autos que se produzcan en México sean de esta entidad. En Aguascalientes están dos plantas de Nissan y se construirá una tercera de Renault–Nissan Alliance, donde en conjunto producirán 1.300.000 unidades al año. Otro estado con empresas armadoras es San Luis Potosí con la segunda planta de General Motors en la región y la alemana BMW.
En toda la región hay decenas de empresas proveedoras: Flextronics, Sensata, American Standar, Jatco, etc. Y varias empresas proveedoras de las grandes compañías, buscan establecerse en los próximos meses en esta zona para la proveeduría. 
Convirtiendo a esta zona como un gran mega corredor industrial del bajío, abarcando estos estados ya mencionados, favorecidos por las importantes vías de comunicación como carreteras en perfectas condiciones, aeropuertos internacionales (León/Bajío, Querétaro, San Luis, Aguascalientes y Morelia), transporte férreo, un puerto interior, ciudades y parques industriales con todos los servicios, alta calidad de vida, creciente clase media, excelentes universidades y por consecuencia mano de obra altamente calificada.